# 위대한 앰버슨가
위대한 앰버슨가(The Magnificent Ambersons)는 부스 타킹턴의 1918년 소설이다. 성장(Growth) 3부작 중 2번째 작품으로, 1915년 작품 The Turmoil 이후, 1923년 작품 The Midlander(1927년에 National Avenue로 제목 변경) 이전에 놓이는 작품이다. 퓰리처상 픽션 부문을 수상했으며 1925년 무성 영화 Pampered Youth으로 각색되었다. 또, 오슨 웰스 감독, 각본의 영화로도 각색되었다.